# Maennolsheim
 Maennolsheim (en alsacià Mannelse) és un municipi francès, situat a la regió del Gran Est, al departament del Baix Rin. L'any 1999 tenia 170 habitants.
Forma part del cantó de Saverne, del districte de Saverne i de la Comunitat de comunes del Pays de Saverne.

## Demografia
| 1962 | 1968 | 1975 | 1982 | 1990 | 1999 |
| ---- | ---- | ---- | ---- | ---- | ---- |
| 108  | 115  | 123  | 143  | 164  | 170  |

## Administració
| Període | Identitat | Partit |
| ------- | --------- | ------ |
| 2001-   | Anny Kuhn |        |